# Philipp Merian

Philipp Merian, Träger des Sterns des grossherzoglich-badischen Löwen-Ordens.

Philipp Merian (getauft am 6. Mai 1773 in Basel; † 26. Juli 1848 in Basel) war ein Basler Handelsmann, Philanthrop und Stiftungsgründer. Er ist Ehrenbürger von Freiburg im Breisgau.

## Leben
Philipp Merian stammte aus einer der vornehmsten Familien Basels, den Merians. Sein Vater Samuel Merian (1739–1825) war Handelsmann und Bankier sowie Besitzer einer Drahtverarbeitungsfabrik in Basel und eines Eisenwerks in Hausen im Wiesental. Philipp Merian begann mit zwölf Jahren eine Handelsausbildung in Amsterdam, die er aber wegen einer Krankheit abbrechen musste. Er studierte an der Albert-Ludwigs-Universität Freiburg sowie an der Bergschule für Bergbau und Hüttenwesen in Freiberg. Nach der Ausbildung arbeitete er zuerst als Handelsmann in Paris (während der jakobinischen „Terrorherrschaft“) und in den Niederlanden, danach war er Besitzer des Eisenwerks in Wehr (Baden). 
Merian, der seit 1804 Vorgesetzter der Zunft zu Rebleuten war, lebte von 1818 an als Rentier in Freiburg im Breisgau, von wo aus er wie sein Basler Neffe Christoph Merian eine umfassende philanthropische Tätigkeit mit zahlreichen Stiftungen und Legaten zugunsten von Armen, Waisen, Witwen, Kindern, Dienstboten und Schulen in den Städten Freiburg und Basel und im Grossherzogtum Baden begann. 1824 wurde er Ehrenbürger, 1825 Ehrenrat und Ehrenmitglied aller Stiftungskommissionen der Stadt Freiburg. In diesem Jahr ernannte der Grossherzog ihn auch zum Ritter (später Kommandeur) und Inhaber des Sterns des grossherzoglich-badischen Löwen-Ordens. Infolge der Revolution in Baden im Jahr 1848 reiste Merian im Juli nach Basel, wo er an einem Schlaganfall starb. Er wurde im Kreuzgang des Basler Münsters begraben. 
Die Stadt Freiburg benannte die Merianstrasse nach ihm, an der auch die Merianschule steht. Das Merian-Sautiersche Haus am Leopoldsring 1 liess er 1826 für sich bauen (1944 ausgebrannt, 1950 wieder aufgebaut).